# Obert Internacional d'Escacs de Torredembarra
El Festival internacional d'escacs Vila de Platja d'Aro és un torneig d'escacs que es juga a Torredembarra des de l'any 1981. Està organitzat conjuntament pel Club Escacs Torredembarra. L'Obert de Torredembarra és computable pel Circuit Català d'Oberts Internacionals d'Escacs. En els darrers anys hi participen més de 100 jugadors i essent un referent a la demarcació de Tarragona.
Es juga pel sistema suís a 9 rondes al ritme de joc de 90 minuts per jugador més un increment de 30 segons per jugada. El primer classificat del torneig s'emportarà 700 euros; el segon 500 i el tercer, 350. Hi ha premis en metàl·lic fins al vuitè classificat de la general i per trams d'ELO i per edats. En total, es repartiran més de 3.000 euros en premis.

## Historial
Quadre de totes les edicions amb els tres primers de la classificació general:
| Any  | Dates                         | Edició      | Campió                      | Subcampió                    | Tercer                    |
| ---- | ----------------------------- | ----------- | --------------------------- | ---------------------------- | ------------------------- |
| 2006 | Del 8 al 16 de juliol         | VIII Obert  | Jorge A. González Rodríguez | Azer Mirzoev                 | Jordan Ivanov             |
| 2007 | Del 7 al 15 de juliol         | IX Obert    | Filemón Cruz Lima           | Arturo Vidarte Morales       | Tomáš Oral                |
| 2008 | Del 5 al 13 de juliol         | X Obert     | Jorge A. González Rodríguez | Julian Radulski              | Miguel Muñoz Pantoja      |
| 2009 | Del 4 al 12 de juliol         | XI Obert    | Krasimir Rusev              | Plamen Mladenov              | Kiprian Berbatov          |
| 2010 | Del 3 a l'11 de juliol        | XII Obert   | Víktor Moskalenko           | Camilo Ernesto Gomez Garrido | Roberto Carlos Gomez Ledo |
| 2011 | Del 2 al 10 de juliol         | XIII Obert  | Artur Kogan                 | Jorge A. González Rodríguez  | Aryam Abreu Delgado       |
| 2012 | Del 30 de juny al 8 de juliol | XIV Obert   | Juan Carlos Obregon Rivero  | Lelys Stanley Martínez Duany | Vicenç Esplugas Esteve    |
| 2013 | Del 6 al 14 de juliol         | XV Obert    | Miguel Muñoz Pantoja        | Jorge A. González Rodríguez  | Marcelo Panelo Muñoz      |
| 2014 | Del 5 al 13 de juliol         | XVI Obert   | Jorge A. González Rodríguez | Twan Burg                    | Orelvis Pérez Mitjans     |
| 2015 | Del 4 al 12 de juliol         | XVII Obert  | Francesc X. Farran Martos   | Arian González Pérez         | Rolando Alarcón Casellas  |
| 2016 | Del 2 al 10 de juliol         | XVIII Obert | Jorge A. González Rodríguez | Francesc X. Farran Martos    | Ruslan Pogorelov          |